# Spermaharen
Spermaharen är en numera nedlagd satirisk webbplats skapad av Tomas Alfredson, Robert Gustafsson, Johan Rheborg, Martin Luuk, Andres Lokko, Jonas Inde, Henrik Schyffert, Lars Sundh och David Sundin.
Den fanns på adressen www.spermaharen.com som en del av portalen Passagen. Innehållet på webbplatsen har sedermera sammanställts och utgivits i bok- och dvd-form. Ansvarig utgivare var Henrik Schyffert. Spermaharens URL är numera länkad till en tredjeparts länksajt, inte till den ursprungliga sajten.
Under det år som Spermaharen fanns som sajt publicerades nytt innehåll varje dag och mycket av materialet hade en dagsaktuell och samhällskommenterande prägel. Spermaharens humor var ofta exkluderande och "ofta näst intill obegriplig, men desto mer älskad av dem som förstod, eller åtminstone trodde sig förstå".

## Kontroverser
Spermaharen testade gränserna för vad man tillåts skriva om offentliga personer och organisationer. Redaktionen hade medvetet en mycket hög toleransnivå när de valde ut idéer. Enda kriteriet för censur var om någon kände att han inte kunde gå hem till sin fru om skämtet publicerades. Denna inställning ledde till flera uppmärksammade kontroverser. Schyffert själv medgav att sajten ibland gick över gränsen. En kraftig mediedebatt uppstod, med över 30 artiklar i ämnet. Aase Berg, kulturredaktör på Sveriges Radio och krönikör i Metro, föreslog att man skulle svara på provokationerna genom att hata tillbaka med obscena texter.